# Guinea
Guinea (franska: Guinée), formellt Republiken Guinea (franska: République de Guinée), ibland Guinea-Conakry för att skilja landet från Guinea-Bissau, är en suverän stat och republik i Västafrika. 
Guinea ligger på atlantkusten mellan Guinea-Bissau och Sierra Leone, och gränsar i norr till Senegal och Mali, i öster mot Elfenbenskusten och i söder mot Liberia. Landet är ungefär lika stort som Storbritannien till ytan, 245,857 km2, och har med sina strax under 12 miljoner invånare en befolkningstäthet som är lite mer än dubbelt så stor som i Sverige. Guineas ekonomi är till största delen beroende av jordbruk och gruvdrift, där särskilt bauxit  finns i stora mängder och skeppas vidare från hamnen i huvudstaden Conakry vid Atlantkusten.
Guinea var en fransk koloni 1890–1958, men bröt med kolonisatörstaten 1958 och blev självständigt. Från 1958 till 1984 styrdes Guinea av en socialistisk president, och därefter styrde militära styrkor landet. Därefter har ansträngningar gjorts för att göra landet demokratiskt. Namnet kan vara en avledning av Ganuya, vilket var namnet på ett västafrikanskt rike på 1300-talet.

## Historia
Stenredskap, slipade yxor och keramik från 4000-talet f. Kr. är funna i Guinea. Utmed kusten har även spånredskap och kökkenmöddingar från cirka 4000–2000 f. Kr. påträffats.
Landets ursprungsbefolkning drevs på 700-talet ut mot kusten av invandrare, särskilt susu och malinke, som etablerade mindre kungadömen i det inre av det nuvarande Guinea. Dessa kungadömen kom i sin tur att erövras av större västafrikanska maktblock som kungarikena Ghana (på 900-talet) och Sossoriket (på 1100- och 1200-talen).
Maliriket lade under sig området efter slaget vid Kirina 1235.
Så småningom försvagades detta rike av inre motsättningar och splittrades på 1400-talet upp i olika hövdingadömen. Ett av dessa, Songhairiket lyckades efter hand lägga under sig de andra hövdingadömena och blev både större, rikare och mer välmående än sina föregångare – inte minst tack vare handeln med de portugisiska handelsmän som från 1445 bytte alkoholdrycker, textilvaror och eldvapen mot guld och slavar.
Inte heller detta rike blev bestående, Songhai skakades av inbördeskrig och omfattande fulaniinvandring och upplöstes efter slaget vid Tondibi 1591. 

Guinea 1662.

I det inre höglandet (Fouta Jalloo) uppstod ett muslimskt fulanirike, som 1725 startade heligt krig för att omvända den omgivande befolkningen. Riket upplöstes av inre strider och erövrades slutligen av Frankrike. 
Tidigt under 1800-talet upprättades franska och brittiska handelskolonier. 
1890 blev landet en fransk koloni, under namnet Franska Guinea. Samma år grundlades huvudstaden Conakry på ön Tombo.
1895 inlemmades landet i Franska Västafrika.
Majoritetsbefolkningen förtrycktes, motståndet mot kolonialmakten växte och 1958 röstade Guinea, som enda franska koloni, ja till självständighet och nej till den nya konstitution som Charles de Gaulle föreslagit. Guinea kom därför inte att ingå i Femte republiken utan blev, som första franska koloni i Afrika, självständigt till priset av omedelbart stopp för allt franskt bistånd.
Efter självständigheten kom Guinea att styras av president Ahmed Sékou Touré. Touré försökte genomdriva sina idéer om självständig "afrikansk socialism" med hårt undertryckande av det fria ordet och andra mänskliga rättigheter. Efter 1960 gjordes flera kuppförsök mot Touré och en stor del av befolkningen flydde ut ur landet undan Tourés diktatoriska styre.
Några dagar efter Tourés död 1984 genomfördes en oblodig militärkupp under ledning av officeren Lansana Conté. Till en början tycktes det slutna, fattiga Guinea gå mot en ljusare framtid. Oppositionen tilläts bilda partier och ställa upp i val. De första allmänna valen hölls 1993. Då valdes Conté till president i den nya civila regeringen. Han omvaldes 1998 och 2003.  
Demokratin fick dock inte fäste. Regimen anklagades för att vinna alla val genom fusk. Landets ekonomi försämrades genom fallande priser på den viktigaste exportvaran bauxit. Arbetslösheten ökade. Missnöjet tilltog.
Under senare delen av 1990-talet och början av 2000-talet drogs Guinea in i konflikterna i grannländerna Sierra Leone och Liberia. Hundratusentals flyktingar vällde in över gränserna, och de interna politiska spänningarna ökade också.
Den 10 januari 2007 inleddes en allmän strejk mot regimen, arrangerad av landets två största fackförbund och uppbackad av fjorton oppositionspartier som krävde att Högsta domstolen avsatte Conté och att en samlingsregering skulle bildas. I sammanstötningar med strejkande sköt kravallpolisen ihjäl minst 59 människor och flera höga fackföreningsledare greps.
Efter arton dagar avblåstes strejken sedan facket och oppositionen kommit överens med regeringen om att:
- en ny premiärminister som parterna kan enas om ska tillsättas
- priserna på bränsle och ris ska sänkas

Lansana Conté utsåg den 9 februari 2007 64-årige Eugene Camara, en hittills tämligen anonym topptjänsteman, till ny premiärminister. Oppositionen var dock missnöjd med valet och den 26 februari utsågs en mer samlande kandidat, Lansana Kouyaté – som året därpå i sin tur efterträddes av Ahmed Tidiane Souaré.

### Militärkuppen i december 2008
Efter Contés död, strax före jul 2008, utbröt en maktkamp i landet och militären Moussa Dadis Camara sade sig ha upplöst regeringen, något Souaré dock förnekade.
Den 29 december fördömde Freds- och säkerhetsrådet inom Afrikanska Unionen (AU) kuppen och beslutade att frysa Guineas medlemskap i AU tills den konstitutionella ordningen återupprättats.
Även den västafrikanska samarbetsorganisationen ECOWAS beslutade att avstänga Guinea, vid ett möte i Nigeria, lördagen den 10 januari 2009.
Under 2010 hölls två presidentval som gick relativt lugnt till. Oroligheter uppstod dock till följd av det andra valet i november, vilket ledde till att man meddelade att man stängde gränserna. Detta varade dock inte särskilt länge och det är oklart om gränserna överhuvudtaget var stängda. Valet hade i huvudsak tre huvudkandidater. Alpha Conde stod som vinnare och fick makten. Detta leder till en optimism bland folket som framförallt hoppas på förbättringar på arbetsmarknaden med sin enorma arbetslöshet. Även infrastrukturen är ett stort område där Conde lovade förbättringar.

### Militärkuppen i september 2021
I september 2021 genomfördes en militärkupp som ledde till att presidenten Alpha Condé greps och hans regering störtades. Guineanska armékommendören Mamady Doumbouya förklarade den nya tiden kommen. Orsaken till kuppen troddes vara flera kontroversiella beslut som Alpha Condé hade fattat under sin styrelsetid, bland annat en författningsändring som möjliggjorde att han ställde upp i val en tredje gång. Enligt landets ursprungliga konstitution kan en president bara sitta två mandatperioder om 5 år vardera, men när Condé närmade sig slutet på sin sista mandatperiod föreslog han att detta skulle ändras till två mandatperioder om 6 år. Förslaget ledde till kraftiga protester från oppositionen och minst 60 personer har dött i samband med demonstrationerna under 2019 och 2020.

## Geografi

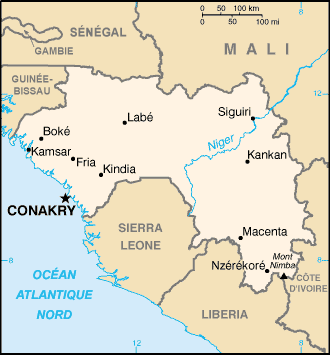
Karta över Guinea.

### Topografi och hydrografi
Guinea kan delas in i  fyra geografiska områden präglade av olika landskap. Dessa är från väster till öster: Nedre Guinea bestående av kust och slättmark, bergsområdet Fouta Djallon, övre Guineas savann samt ett skogsbeklätt och avskilt område kallat Guineas högland i sydöst. Nedre Guinea präglas, liksom grannlandet Guinea-Bissau, av risfält som bevattnas med hjälp av ett nätverk av kanaler, s.k. “rias”. Landskapet blir mer kuperat längre inåt landet, där så småningom Fouta Djallons vågräta klippor reser sig till en hög gräsklädd sandstensplatå. Högsta punkten på Fouta Djallon, berget Tamgué, når 1538 meter över havet, medan platåns genomsnittliga höjd över havet är ca 900 m. Övre Guinea kännetecknas av slättmark bestående av en halvöppen savann som är tillrinningsområde till floden Niger. Området ligger i genomsnitt ca 300 meter över havet. Guineas skogsområde, också kallat höglandet, är ett isolerat bergsområde på Guineas gräns mot Sierra Leone, Liberia och Elfenbenskusten. Längst i sydöst ligger naturreservatet Mont Nimba, som är Guineas högsta berg, vilket når 1752 möh. Naturen här är unik och med en stor mångfald av djur och växter.  
Fler än 20 västafrikanska floder har sin källa i Guinea, varav de tre stora floderna Niger, Senegálfloden (genom bifloderna Bafing och Bakoye) och Gambiafloden har sina källor på Fouta Djallon. Flera småfloder som rinner västerut, som t.ex. Konkouré, har även de sin källa på Fouta Djallon. Dessa ger upphov till vackra vattenfall då vattnet störtar nedför branta klippväggar på sin väg mot låglandet i nedre Guinea och vidare ut i Atlanten.

### Klimat
Guinea har ett tropiskt klimat, med en regnperiod och en torrperiod. I juni, då tropikfronten når Guinea, är regnen som kraftigast på året. Torrperioden infaller i november, då tropikfronten flyttar sig vidare söderut. Den torra och heta nordöstliga Harmattan-vinden börjar då blåsa in över landet från Saharas öken. 
Regnet faller kraftigast i nedre Guinea, och huvudstaden Conakry får i genomsnitt 4300 mm nederbörd om året, medan medeltemperaturen är ca 27°C.  
Fouta Djallon har ett växlande väder, och nederbörden under regnperioden varierar från år till år, men i genomsnitt 2000 mm regn per år. Den genomsnittliga temperaturen över året liknar den vid kusten, men skiljer sig på ett helt annat sätt mellan natt och dag och under torrperioden i januari kan dagarna vara 35°C varma medan kvällarna är kyliga, med endast 8°C. 
Övre Guinea får något mindre nederbörd än Fouta Djallon, i genomsnitt 1500 mm per år. Nederbörden är ändå riklig om man t.ex. jämfört med Sveriges årsnederbörd på ca 700 mm. Under torrperioden kan termometern ofta visa 38°C eller mer. 
I skogsområdet i sydöstra Guinea är det fuktigt och varmt, och torrperioden varar bara mellan december och februari. Temperaturen ligger något högre än i nedre Guinea, men regnandet är mindre kraftigt: 2540 mm per år.

### Växt- och djurliv
Kustområdet närmast havet är täckt av mangroveskog. På den uppodlade slätten i nedre Guinea växer oljepalmer. Fouta Djallon består mest av öppen gräsmark, men med en del träd längs de floddalar som genomkorsar platån. I Badiar National park, som ligger vid gränsen till Senegal, finns savann och skog, vilket är en del av samma naturområde som den mycket större nationalparken Niokolo-Koba. Savannen i övre Guinea är frodig och här återfinns dungar av lövfällande träd och gräsarter som kan växa sig mycket höga; mellan 1,5 och 3 meter under regnperioden. I samma område, mitt i landet, ligger Övre Nigers nationalpark, som ger skydd åt en torr skog och halvöppen savann. I skogsområdet i Guineas högland finns flera relativt stora områden med regnskog, även om jordbruket också har påverkat den ursprungliga skogen.
I jämförelse med vissa andra afrikanska länder är inte Guinea exceptionellt rikt på arter eller stora däggdjur. I de bördiga delarna har jordbruket trängt undan mycket av naturen. Men det är ett grönt och frodigt land. Babianer och hyenor är vanliga i Guinea. Man kan också få syn på vildsvin och olika arter av antilop, eller mer sällan få en skymt av en leopard. Ormar är mycket vanliga, såväl ofarliga ormar som pytonormar och giftormar såsom kobror, huggormar och mambor.  I floderna i såväl nedre som övre Guinea finns ett fåtal grupper av flodhästar och även sjökor. I floderna finns också krokodiler och många arter av fisk. I nationalparken Mount Nimba på gränsen till Liberia lever schimpanser och många olika slags apor, samt några ganska ovanliga fågelarter.

### Naturskydd
Några av Guineas större miljöproblem är avskogning vilket leder till jorderosion, otillräckliga mängder färskvatten, markförorening och överfiskning.[källa behövs]

## Styre och politik

### Administrativ indelning
Guinea är indelat i sju regioner (régions) samt huvudstaden Conakry som utgör en egen region i form av en speciell zon (zone spéciale). De övriga sju regionerna är vidare indelade i 33 prefekturer (préfectures).

### Politik
Guinea har bara haft fyra presidenter sedan landet förklarade sig självständigt den 2 oktober 1958. Lansana Conté tog kontroll över landets ledning 1984, efter Sékou Tourés död. Conté valdes officiellt 1993 och omvaldes 1998 och 2003. Dock har giltigheten i dessa val starkt ifrågasatts av oppositionen. Han satt vid makten fram till sin död i december 2008. På julafton samma år utsågs Moussa Dadis Camara till ny president efter att en militärjunta ledd av honom tagit makten i landet sedan Conté avlidit. När Camara i december 2009 sköts i huvudet vid ett mordförsök och flögs till Marocko för behandling tog hans vicepresident, Sekouba Konaté, över makten. Nyval utlystes till 2010, och första omgången hölls i juni samma år; Cellou Dalein Diallo och Alpha Condé gick till den andra valomgången. Den andra omgången sköts upp flera gånger på grund av etniskt våld och brister i planeringen, men hölls slutligen den 7 november 2010. Alpha Condé vann ett jämnt val med 52,52 % av rösterna mot Diallos 47,48 %. Valdeltagandet var 67,87 %.

#### Presidenter
- Ahmed Sékou Touré 1958–1984
- Louis Lansana Beavogui, interimspresident, mars–april 1984
- Lansana Conté 1984–2008
- Aboubacar Sompa, interimspresident december 2008
- Moussa Dadis Camara, militärjuntans interimspresident 2008–2009
- Sekouba Konaté, tillförordnad president 2009–2010
- Alpha Condé, 2010–2021
- Mamady Doumbouya, militärjuntans interimspresident 2021–

#### Regeringschefer
- Ahmed Sékou Touré 1957–1958
- Louis Lansana Beavogui 1972–1984
- Diarra Traoré april–december 1984
- Sidya Touré 1996–1999
- Lamine Sidimé 1999–2004
- François Lonseny Fall februari–april 2004
- Cellou Dalein Diallo 2004–2007
- Eugene Camara februari 2007
- Lansana Kouyaté februari 2007–2008
- Ahmed Tidiane Souaré 2008
- Kabiné Komara december 2008–januari 2010
- Jean-Marie Doré, januari 2010–december 2010
- Mohamed Said Fofana, december 2010

### Internationella relationer
Guinea är medlem i bland annat följande internationella organisationer:
- Förenta Nationerna (FN) och de flesta av FN:s fackorgan
- Världsbanken
- Världshandelsorganisationen WTO
- Afrikanska unionen (AU). Här har landet dock suspenderats två gånger. Första gången från den 23 December 2008 till januari 2011 efter militärkuppen 2008, och andra gången 2021 efter en ny statskupp.
- ECOWAS (Västafrikanska staters ekonomiska gemenskap)
- Cotonouavtalet.[15]

## Ekonomi och infrastruktur
Guinea har stora naturtillgångar, men är ändå ett underutvecklat land. Här finns över en tredjedel av världens bauxit-tillgångar och Guinea är världens näst största bauxit-producent. 1999 stod gruvsektorn för 75% av exporten. 
Det pågår ekonomiska reformer, men utvecklingen hindras av stridigheter vid gränserna mot Sierra Leone och Liberia. Dels kostar försvaret pengar, dels avstår investerare från insatser i Guinea. Utländska gruvbolag tar hem sin personal och varuhamstring skapar lokal inflation och matbrist. Guinea får ekonomisk hjälp från det internationella samfundet.[källa behövs]

### Näringsliv

#### Energi och råvaror
55% av elektriciteten produceras av vattenkraft och resterande av fossila bränslen.
Guineas naturtillgångar inkluderar bauxit, järnmalm, diamant, guld, uran, vattenkraft och fisk.[källa behövs]

### Infrastruktur

#### Utbildning och forskning
| Läs- och skrivkunnighet      | 2015   | 2021   |
| ---------------------------- | ------ | ------ |
| Andel av befolkningen >15 år | 30,4 % | 45,3 % |
| Andel av män > 15 år         | 38,1 % | 61,2 % |
| Andel av kvinnor > 15 år     | 22,8 % | 31,3 % |

## Befolkning

### Demografi
Tillväxten har varit lägre än i många andra afrikanska länder, främst till följd av hög utvandring under många år.

#### Urbanisering
Guinea är relativt glest befolkat (48,3 invånare per km²).
Den största befolkningskoncentrationen har Fouta Djalon, där jorden är god och klimatet är relativt tempererat. De flesta människor lever och arbetar på landsbygden, men den urbana delen av befolkningen ökar (38,2 % 2017 mot 28 % 2003 och 5 % 1950). Största stad är huvudstaden Conakry.

#### Minoriteter
Det finns omkring 16 olika etniska grupper med relativt stora skillnader i språk, kultur och traditionella sociala system. Fulani utgör cirka 40 % av befolkningen och lever huvudsakligen i Fouta Djalon som boskapsskötare och jordbrukare. Malinke utgör cirka 26 % och är dominerande i det glest befolkade övre Guinea. I den tätbefolkade kustregionen Nedre Guinea är den viktigaste gruppen susu. De omfattar cirka 11 % av befolkningen, men deras språk har blivit det dominerande i regionen. I det sydöstra skogsområdet utgör kissi (6,5 %) och kpelle (4,8 %) de största etniska grupperna.

#### Migration
Guinea mottog tidigt på 2000-talet många flyktingar från Liberia och Sierra Leone, och nästan 100 000 av landets egna invånare tvingades fly på grund av oroligheter i gränsområdena. Flyktingproblemet har tärt på landets ekonomi, och har också lett till oroligheter bland vissa etniska grupper.

### Språk
Franska är landets officiella språk. Det finns åtta nationella språk: fula, malinke, susu, basāri, kissi, koniagi, kpelle och loma.

### Religion
Islam är den dominerande religionen i Guinea. Omkring 85 % av befolkningen är muslimer, de flesta av dem är sunniter men det finns även shiiter. 8 % räknas som kristna (romersk-katolska, anglikaner, baptister och andra evangelikala, Jehovas vittnen, sjundedagsadventister m.fl.) och 7 % tillämpar traditionell naturreligion. Det finns även mindre grupper Bahá'ítroende, 
hinduer, buddhister och kinesisk folkreligion.

### Sociala förhållanden
År 2013 hade 97 procent av flickor och kvinnor i åldrarna 15–49 genomgått kvinnlig könsstympning, enligt statistik från Unicef.

#### Hemliga sällskap
I Guinea, liksom i Sierra Leone och Liberia, finns de hemliga samfunden poro, för män, och sande, för kvinnor. Samfunden har en tydlig hierarkisk struktur och leds av zóo-ŋa- medicinmän- som anses besitta övernaturliga krafter.
Alla som tillhör ett landsbygdssamfund blir invigda i samfunden genom en övergångsritual vid övergången från barn till vuxen. Övergångsritual kan vara från några dagar till flera år. Exkluderande är personer med psykiskt funktionshinder, psykisk sjukdom och personer som inte genomgått övergångsritualen. Kristna och muslimer är välkomna in sällskapen.
Övergångsritualen består av en bushskola där pojkar rituella blir slukade av "skogsanden" eller "djävulen" (ŋamù) och flickor slukas av dess kvinnliga motsvarighet, zèγele- både flickor och pojkar blir därefter ärrade för att visa att de genomgått ritualen. Pojkar blir omskurna och flickor blir könsstympade. Det ingår också utbildning, pojkar lär sig om stamhistoria, krigföring, hantverk, jordbruk och medicin medan flickor lär sig om hushållskunnande, jordbruk, barnuppfostran och medicin. Medlemmar svär på sitt liv att hålla sällskapets hemligheter endast inom sällskapen.

### Hälsa
Andelen av vuxna befolkningen med hiv/aids beräknades till 1,5 % år 2016.ä, totalt 120 000 smittade. Antalet dödsfall under året 2016 som en följd av aids var 5 800.
Guinea hade problem med Ebola under Ebolautbrottet i Västafrika 2014–2016. Med undantag för ett klusterutbrott år 2021 har dock den epidemin upphört i landet.
Andel av den vuxna befolkningen som led av fetma år 2016 beräknades till 7,7 %.
Andelen barn under 5 års ålder som beräknades vara underviktiga år 2012 var 18,7 %.
Mödradödligheten år 2015 var  679 dödsfall per 100 000 födslar.

### Övrig befolkningsdata
Den senaste folkräkningen hölls den 15 mars 2014 och då uppgick den faktiskt befintliga befolkningen i Guinea (de facto) till 10 523 261 invånare, varav 5 084 306 män och 5 438 955 kvinnor. Folkräkningar hade tidigare hållits 1996 och 1983. Invånartalet i Guinea uppskattades i juli 2017 av The World Factbook till 12 413 867 invånare, av Förenta nationerna (befolkning den 1 juli 2017) till 12 717 000 invånare, av Internationella valutafonden till 12 970 000 invånare (för år 2017) samt av Världsbanken (juli 2016) till 12 395 924 invånare. Enligt en projektion av Guineas nationella statistikinstitut Institut national de la statistique (INS) beräknades antalet invånare 2018 till 11 883 516 personer.

## Kultur

### Konstarter

#### Musik och dans
Både dans och musik är centrala delar i Guineas kultur. Den traditionella sången består i grunden av växelsång med inslag av stämsång och improviserade moment. Muslimska och västerländska influenser har påverkat musiken, genom sträng- och blåsinstrument som kan kopplas till muslimskt inspirerad musik och genom elektroniska instrument från västvärlden. Folkmusiken i landet fick ett uppsving på 1960- och 70-talen, något som så småningom ledde till att den afrikanska popen utvecklades åt ett nytt håll.

#### Teater och scenkonst
Afrikas första akrobatiska cirkuskompani, Circus Baobab, grundades 1998 i Guinea. Ett av syftena med gruppen har varit att ge framtidsmöjligheter till ungdomar som inte gått i skolan.

#### Bildkonst
Flera folkgrupper är kända för tillverkning av masker i Guinea, bland andra baga, nalu, mmani och landuma. Maskerna föreställer bland annat djur med antropomorfa drag. Under islams inflytande har dock många folkgrupper slutat tillverka skulpturer.

## Internationella rankningar
| Organisation                                | Undersökning                   | Rankning   |
| ------------------------------------------- | ------------------------------ | ---------- |
| Heritage Foundation/The Wall Street Journal | Index of Economic Freedom 2019 | 120 av 180 |
| Reportrar utan gränser                      | Pressfrihetsindex 2019         | 107 av 180 |
| Transparency International                  | Korruptionsindex 2018          | 138 av 180 |
| FN:s utvecklingsprogram                     | Human Development Index 2018   | 174 av 189 |